# Masanori Murakami

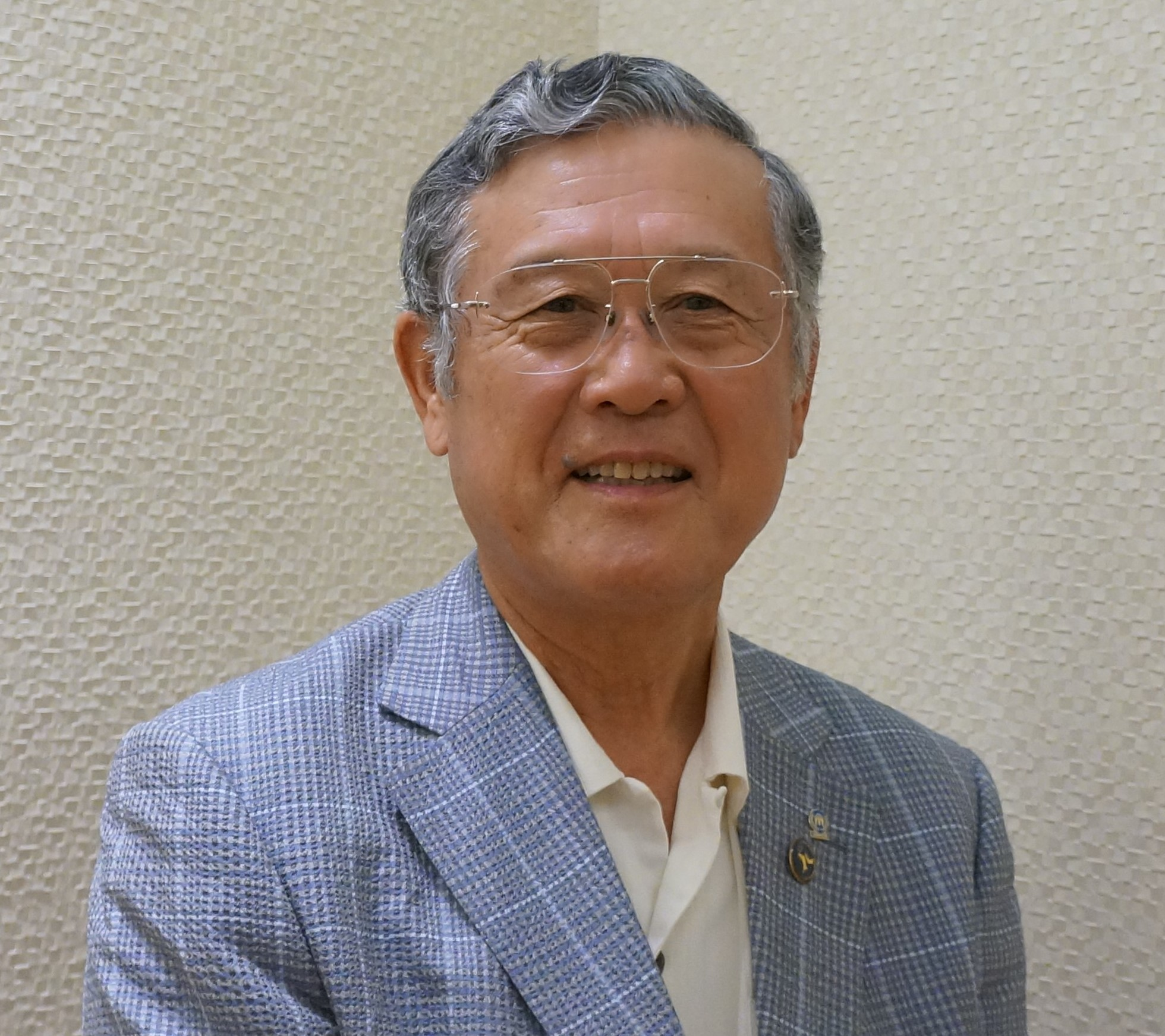
Murakami im Jahr 2018

Masanori „Mashi“ Murakami (村上 雅則, Murakami Masanori; * 6. Mai 1944 in Ōtsuki, Präfektur Yamanashi) ist ein ehemaliger japanischer Profibaseballspieler. Er war der erste japanische Spieler, der für ein Team der Major League Baseball spielte. Murakami wurde von den Nankai Hawks in die Vereinigten Staaten geschickt und feierte 1964 im Alter von 20 Jahren sein Debüt als Reliever für die San Francisco Giants. Nach zwei Saisons kehrte Murakami jedoch aufgrund vertraglicher Verpflichtungen zu seinem ursprünglichen japanischen Verein zurück, wo er weitere 17 Jahre lang erfolgreich spielte.

## Karriere

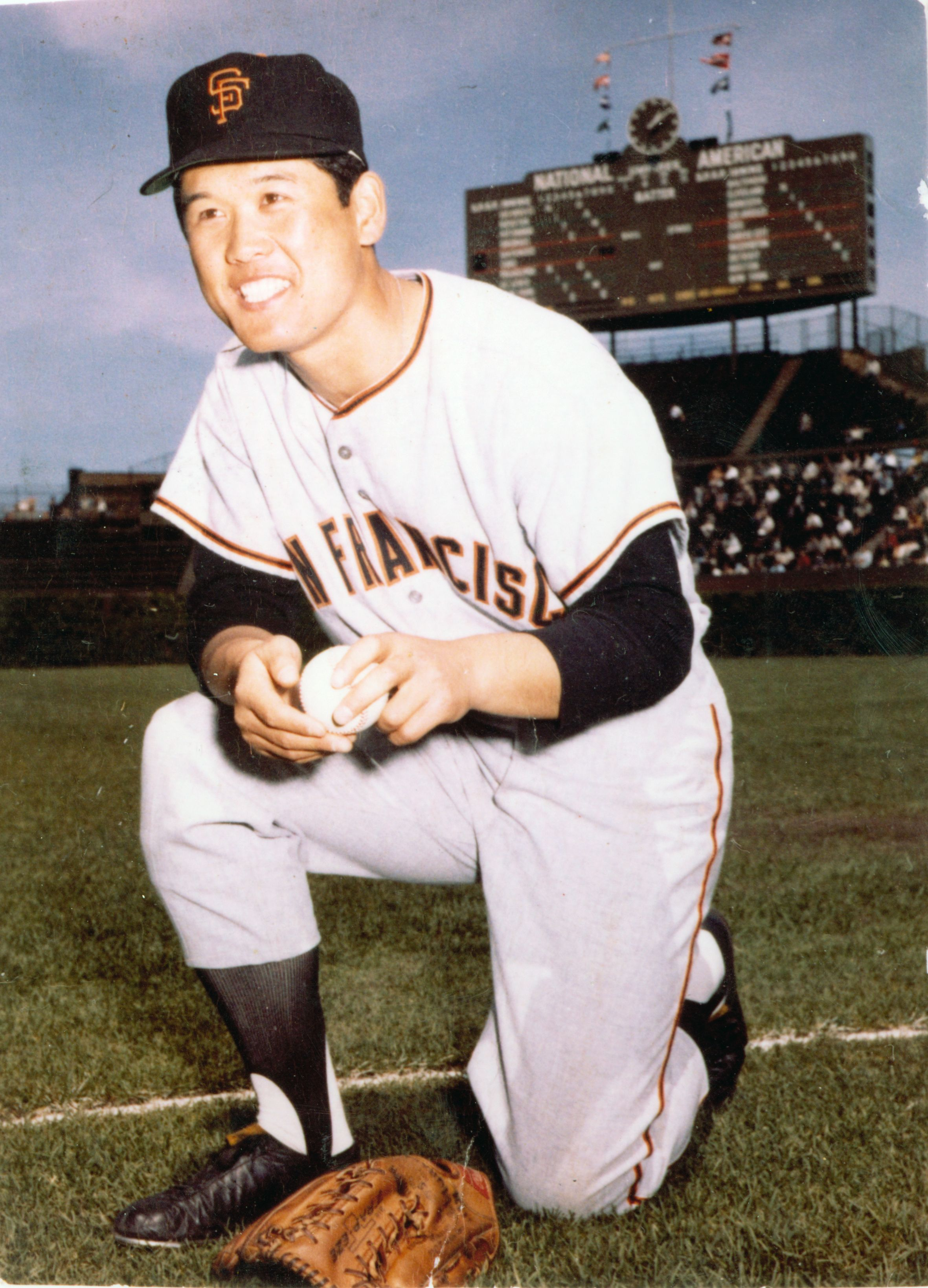
Murakami bei den San Francisco Giants im Jahr 1964

Im September 1962 wurde Murakami, während er noch die High School besuchte, vom Profiteam der japanischen Pacific League, den Nankai Hawks, gedraftet. Murakami war sich jedoch nicht sicher, ob er Baseball professionell betreiben wollte. Er plante, die Hōsei-Universität zu besuchen und für deren Baseballteam zu spielen, bevor er in das Familienunternehmen einstieg. Das Team nahm an einer Art sportlichem Kulturaustauschprogramm teil, welches ermöglichte, junge Spieler nach Amerika zu senden. Der Hawks-Manager Kazuto Tsuruoka machte Murakami das Angebot, dass er einer der Spieler sein wird, den das Team nach Amerika schickte, und somit unterzeichnete Murakami den Vertrag. Murakami wurde in seiner ersten Saison mit den Hawks nicht ausgewählt, um nach Amerika zu gehen, und verbrachte stattdessen einen Großteil der Saison 1963 im Minor-League-Team der Hawks. Sein Debüt in der NPB gab er jedoch später im Jahr. Im Alter von 19 Jahren kam Murakami in drei Spielen zum Einsatz, warf zwei Innings, erzielte zwei Strikeouts und gab einen Run ab.
Im Jahr 1964 schickte ihn sein Team zusammen mit zwei anderen jungen Spielern als Baseball-„Austauschschüler“ zum Single-A-Team nach Fresno, einem zu der Zeit zu den San Francisco Giants gehörigen Minor League Team. Ursprünglich sollte er nur bis Juni in den Vereinigten Staaten bleiben, aber die Hawks versäumten es, ihn nach Japan zurückzurufen und er blieb für den Rest der Saison bei den Giants. Im August desselben Jahres wurde er in die Major League befördert und am 1. September 1964 wurde er der erste japanische Spieler, der in der Major League spielte und der erste asiatischstämmige Spieler seit dem Chinesen Harry Kingman, der 50 Jahre zuvor für kurze Zeit in der Major League aktiv war. Sein Debüt feierte er im neunten Inning gegen die New York Mets. Dabei erzielte er zwei Strikes und ließ einen Hit zu. Murakami konnte kaum Englisch sprechen oder verstehen, als er zum ersten Mal in die Vereinigten Staaten kam, und hatte immer ein Wörterbuch zur Hand, um mit seinen Teamkollegen zu kommunizieren. Als er in die Major League befördert wurde, wurde ihm gesagt, er solle nach New York City gehen (wo die San Francisco Giants spielten). In New York unterzeichnete er einen Major-League-Vertrag, obwohl er kein einziges Wort des Vertrages lesen konnte. Am 29. September warf er die letzten drei Innings eines 5:4-Sieges der Giants über die Houston Colt .45s und erzielte damit seinen ersten Karrieresieg. In neun Spielen mit den Giants warf er insgesamt 15 Innings und ließ dabei acht Hits und drei Runs zu (wobei alle Runs in seinem letzten Spiel am 4. Oktober fielen), während er 15 Strikeouts und einen ERA von 1,80 erzielte.
Murakamis Leistung veranlasste die Giants, den Befehl der Hawks abzulehnen, ihn nach Japan zurückzubringen. Der Streit eskalierte nach der Saison 1964, und der japanische Baseball-Beauftragte Yushi Uchimura wurde hinzugezogen, um die endgültige Entscheidung zu treffen, in welchem Team Murakami in der kommenden Saison spielen würde. Der Kommissar schloss einen Kompromiss: Murakami würde zu den Hawks zurückkehren, nachdem er eine weitere volle Saison bei den Giants gespielt hatte. In dieser Saison spielte er in 45 Spielen, warf insgesamt 74 1⁄3 Innings und erzielte dabei ein Ergebnis von 4-1 mit einem ERA von 3,75, 85 Strikeouts und 22 Walks. Trotz des Erfolges von Murakami war erst Hideo Nomo 1995 der nächste Japaner, welcher in der Major League spielte.
Murakami kehrte 1966 zu den Hawks zurück, konnte aber die hohen Erwartungen des Teams nicht erfüllen. In der Saison 1968 gewann er 18 Spiele bei nur vier Niederlagen und erzielte damit eine Karrierebestleistung. 1973 erreichte Murakami mit den Hawks die Japan Series, unterlagen jedoch mit 1–4 den Yomiuri Giants. Nach der Saison 1974 wurde er zu den Hanshin Tigers gehandelt. Nach nur einer Saison bei den Tigers entließen diese Murakami und er unterschrieb einen Vertrag mit den Nippon Ham Fighters. 1981 erreichte er mit den Ham Fighters erneut die Japan Series, unterlag dort jedoch erneut den Yomiuri Giants. 1982 beendete Murakami seine Baseball-Karriere.
1983 kehrte er zum Spring Training zu den San Francisco Giants zurück, schaffte es jedoch nicht in den aktiven Kader. Er wurde als Batting Practice Pitcher unter Vertrag genommen und wurde bei Heimspielen der Giants eingesetzt.
Von 1984 bis 1986 arbeitete er als Kommentator und von 1987 bis 1988 als Pitching Coach für Minor League Teams der Nippon Ham Fighters. Außerdem war er als Pitching Coach für die Fukuoka Daiei Hawks und die Seibu Lions tätig. Kurzzeitig arbeitete er auch als Scout für die San Francisco Giants. Heute ist er Kommentator für die japanische Rundfunkgesellschaft NHK und schreibt für die Zeitung Daily Sports.
Im Jahr 2004 wurde Murakami anlässlich des 150-jährigen Jubiläums der japanisch-amerikanischen Beziehungen vom japanischen Außenministerium mit dem Certificate of Commendation des Außenministers ausgezeichnet.
Am 16. Mai 2008 wurde Murakami von den San Francisco Giants anlässlich der „Japanese Heritage Night“ geehrt. Eine limitierte Auflage einer Murakami-Wackelkopf-Figur wurde beim Spiel gegen die Chicago White Sox verschenkt. Zum 50. Jubiläum seines Debüts in der Major League wurde er erneut im Rahmen der „Japanese Heritage Night“ am 15. Mai 2014 vom Team geehrt. Dieses Mal erhielten die Besucher des Spiels eine Murakami-Büste und Murakami warf den ersten Pitch des Spiels.